# Калинів (Люблінське воєводство)
Калинів (пол. Kalinów; укр. Калинів) — колонія у Польщі, розташоване в Люблінському воєводстві Томашівського повіту, ґміни Рахане.